# Васильовка
Васильовка (біл. Васільеўка) — селище в Терешковицькій сільській раді Гомельському районі Гомельської області Республіки Білорусь. Утворене у 2012 році.